# Atletismo nos Jogos Pan-Americanos de 1983 - 110 m com barreiras masculino
A prova dos 110 m com barreiras masculino nos Jogos Pan-Americanos de 1983 foi realizada em Havana, Cuba.

## Medalhistas
| Ouro                             | Prata                      | Bronze                            |
| Roger Kingdom USA Estados Unidos | Alejandro Casanas CUB Cuba | Tonie Campbell USA Estados Unidos |

## Resultados
| Posição           | Nome              | Nacionalidade            | Tempo | Notas |
| ----------------- | ----------------- | ------------------------ | ----- | ----- |
| Medalha de ouro   | Roger Kingdom     | USA Estados Unidos       | 13.44 |       |
| Medalha de prata  | Alejandro Casanas | CUB Cuba                 | 13.51 |       |
| Medalha de bronze | Tonie Campbell    | USA Estados Unidos       | 13.54 |       |
| 4                 | Modesto Castillo  | DOM República Dominicana | 13.90 |       |
| 5                 | Jeffrey Glass     | CAN Canadá               | 13.98 |       |
| 6                 | Mark McKoy        | CAN Canadá               | 14.02 |       |
| 7                 | Nelson Rodríguez  | VEN Venezuela            | 14.40 |       |
| 8                 | Elvis Cedeño      | VEN Venezuela            | 14.42 |       |